# صوفي أوين
صوفي أوين مواليد 4 فبراير 1992 في بلجيكا، هي لاعبة كرة مضرب بلجيكية وتحتل حالياً المرتبة 474 (21 مارس 2016) في تصنيف رابطة محترفات كرة المضرب. أعلى تصنيف لها في الفردي كان 403. أعلى تصنيف لها في الزوجي كان 526.

## النهائيات

### الفردي (3–5)
| الحصيلة | الرقم | التاريخ        | الدورة          | الأرضية    | المنافس             | النتيجة            |
| ------- | ----- | -------------- | --------------- | ---------- | ------------------- | ------------------ |
| الوصافة | 1.    | 12 يوليو 2010  | زوفجم، بلجيكا   | ترابية     | مارينا زانيفسكا     | 6–7(4–7), 1–6      |
| الوصافة | 2.    | 19 يوليو 2010  | نوك، بلجيكا     | ترابية     | أنجيليك فان دير ميت | 2–6, 0–6           |
| الفوز   | 1.    | 2 أغسطس 2010   | ربك، بلجيكا     | ترابية     | أناليزا بونا        | 4–6, 7–6(7–5), 6–2 |
| الوصافة | 3.    | 18 أغسطس 2014  | فلروس، بلجيكا   | ترابية     | هيلدا ميلاندر       | 6–3, 3–6, 2–6      |
| الفوز   | 2.    | 23 فبراير 2015 | ماكون، فرنسا    | صلبة       | سيلين جسكوير        | 2–6, 6–3, 7–6(7–5) |
| الوصافة | 4.    | 6 يوليو 2015   | نوك، بلجيكا     | ترابية     | بولينا ليكينا       | 4–6, 2–6           |
| الفوز   | 3.    | 13 يوليو 2015  | نيوبورت، بلجيكا | ترابية     | جريت مينن           | 6–2, 6–1           |
| الوصافة | 5.    | 21 مارس 2016   | لو هافر، فرنسا  | ترابية (i) | مارتينا دي جوزيبي   | 3–6, 0–6           |

## روابط خارجية
- صوفي أوين على موقع رابطة محترفات التنس (الإنجليزية)
- صوفي أوين على موقع الاتحاد الدولي لكرة المضرب (الإنجليزية)
- صوفي أوين على موقع كأس بيلي جين كينغ (الإنجليزية)
- صوفي أوين على موقع خلاصة التنس.كوم (الإنجليزية)